# Christopher Priest
Christopher Priest (Cheadle, 14 luglio 1943 – 2 febbraio 2024) è stato uno scrittore di fantascienza britannico.

## Biografia
Christopher Priest nacque a Cheadle il 14 luglio 1943.
Dopo gli studi che l'avrebbero portato a divenire un contabile, decise di dedicarsi alla scrittura nel 1963.
Il suo primo racconto, intitolato The Run, venne pubblicato sulla rivista Impulse nel 1966. Dovettero passare quattro anni prima che riuscisse a pubblicare un romanzo, Indoctrinaire.
Malgrado il riconoscimento del suo talento, soprattutto da parte del mondo letterario, il successo non fu immediato. 
Riuscì a conquistare il pubblico, in maniera definitiva solo nel 1974, grazie alla pubblicazione del suo terzo romanzo, Il mondo alla rovescia (Inverted World) che vinse, nello stesso anno, il premio BSFA come migliore romanzo.
Nel 2006 divenne vicepresidente della International H. G. Wells Society.
Oltre a quelle già elencate, numerose sue opere ottennero un grande successo: Fugues for a Darkening Island (1972), in cui si narra della massiccia immigrazione di africani in Inghilterra a causa di una guerra nucleare, The Space Machine (1976), ispirato alla figura di H. G. Wells, in cui vengono fatti confluire gli invasori marziani e la macchina del tempo, dei due più famosi romanzi dello scrittore vittoriano; la raccolta di racconti An infinite summer (1979) contenente il tema dell'arcipelago dei sogni ripreso poi in The Affirmation (1981), in The Glamour (1984) riprende un altro dei temi wellsiani, quello dell'invisibilità. Nel 1996 pubblicò The Prestige (vincitore del World Fantasy Award 1996) adattato (molto liberamente) dieci anni dopo per il cinema da Christopher Nolan nel film omonimo. Nel 1999 scrisse la versione romanzata del film eXistenZ di David Cronenberg.
Considerato come uno degli autori più originali del genere, acclamato dalla critica di fantascienza, non incontrò tuttavia il successo commerciale. Nelle sue opere, spesso incentrate attorno al tema della percezione della realtà, esplorò la maggior parte dei temi dell'immaginario, spaziando dalla fantascienza classica al fantastico, passando, come precedentemente osservato, anche per lo steampunk. 
Per tali caratteristiche fu valutato come il successore di Philip K. Dick e insieme a Ballard, uno dei rinnovatori della fantascienza degli anni settanta.
Morì il 2 febbraio 2024 all'età di 80 anni.

## Vita privata
Si sposò nel 1981 con Lisa Tuttle dalla quale divorziò nel 1987. Si risposò poi nel 1988 con Leigh Kennedy con la quale ebbe due figli gemelli, Elizabeth e Simon. Terminato con il divorzio nel 2011 anche il secondo matrimonio, convisse negli ultimi anni di vita con Nina Allan che alla fine sposò nel 2023.

## Opere
- Indoctrinaire, 1970 (inedito in italiano)
- Fugue for a darkening island, 1972 (inedito in italiano)
- Il mondo alla rovescia o Mondo alla rovescia (Inverted World, 1974)
- Mondo temporale, (Real-time World, 1975)
- La macchina dello spazio, (The space machine, 1976)
- A Dream of Wessex, 1979 (inedito in italiano)
- An Infinite Summer, 1979 (inedito in italiano)
- The Affirmation, 1981 (inedito in italiano)
- L'incanto dell'ombra (The Glamour), 1984
- Short Circuit, 1985 (inedito in italiano)
- Mona Lisa, 1986 (inedito in italiano)
- The Quiet Woman, 1990 (inedito in italiano)
- The Prestige, 1995 (vincitore del James Tait Black Memorial Prize)
- Esperienze estreme (The Extremes, 1998)
- EXistenZ, 1999
- The Separation, 2003 (inedito in italiano)
- Ersatz Wines, 2008 (antologia dei primi racconti; inedito in italiano)